# ウィリアム・クレイ・フォード
ウィリアム・クレイ・フォード（William Clay Ford, Sr.、1925年3月14日 - 2014年3月9日）はアメリカ合衆国の実業家、フォード・モーターの副会長とエジソン学会の取締役を務めた。フォードはナショナル・フットボール・リーグ（NFL）のチームデトロイト・ライオンズのオーナーだった。エドセル・フォードの末子で、ヘンリー・フォードの最後に生き残った孫である。

## 若年期と教育
1925年3月14日、ミシガン州デトロイトでエドセル・フォードとエレノア・ロージアン・クレイの間に生まれた。
1943年にコネチカット州レイクヴィルのホチキス・スクールを卒業し、1949年にイェール大学で経済学の学士号を取得した。 在学中、友愛団体プシ・ウプシロンのメンバーであり、サッカーチームとテニスチームのキャプテンを務め、上級生の年にはサッカーで名誉あるオール・アメリカン・セレクションに選ばれ、大学の選手として7つのイヴェントレターを獲得した。 フォードはまた、第二次世界大戦中にはアメリカ海軍飛行士として従軍した。

## 私生活
戦後、フォードは1947年6月21日にハーベイ・ファイアストーンとアイダベル・スミス・ファイアストーンの孫娘であるマーサ・パーク・ファイアストーンと結婚した。伝記によれば、初めてウィリアムがマーサと出会ったのは二人の母親の手配で出席したニューヨークでの昼食会だったという。当時のマーサはヴァッサー大学の学生で、大学でのニックネームは "ストーニー "だった。ウィリアムはセント・メアリーのアメリカ海軍予備飛行学校の海軍士官候補生だった。2人は1947年6月21日、オハイオ州アクロンのセント・ポール・エピスコパル教会で結婚した。巨万の富を背景とした帝国を築いた両家の孫の結婚は多くの報道機関によって報道された。アクロン・ビーコン・ジャーナル紙は、ファイアストンとフォードの結婚を「アクロン史上、最大の社交界の結婚式」「アクロンがここ数年で見た中で最大のショー」と評した。夫妻はFBI長官のジョン・エドガー・フーヴァー、新聞編集者のジョン・S・ナイトやミナ・ミラー・エジソンからの贈り物を受け取った。
夫妻にはマーサ・パーク・モース（1948年生まれ）、シェイラ・ファイアストーン・ハンプ（1951年生まれ）、ウィリアム・クレイ・フォード・ジュニア（1957年生まれ）、エリザベス・ハドソン・フォード・コンチュリス（1961年生まれ）の4人の子供がいる。2018年時点で息子のウィリアムはフォード・モーター・カンパニーの代表取締役会長を務めている。以前はフォードの最高経営責任者と最高執行責任者も兼任していた。彼らの子供であるマーサ、シェイラ、ウィリアムはデトロイト・ライオンズの副会長も務めており、エリザベスは2020年6月に筆頭オーナー兼会長への就任が発表されている。

## 経歴
フォードは、イェール大学卒業後フォード・モーター・カンパニーに勤務し、一時はコンチネンタル部門を率いた。しかし、コンチネンタル部門は短命に終わり、フォードの株式公開の直前にリンカーン部門と合併した。フォードは父が作り上げたリンカーン・コンチネンタルを再開発し、1955年にはコンチネンタル・マークIIを発表した。彼のオフィスの壁に飾られていたのは、父によるコンチネンタルの写真と自分によって更新されたマークIIの写真の2枚だけであった。
フォードは祖父ヘンリー・フォードが没した翌年の1948年にフォード・モーター・カンパニーの取締役に就任した。フォードは1951年から1983年までヘンリー・フォード博物館の館長を務めた。彼は他の歴史的資産にも関与しており、ウェイサイド・インとシーボード・プロパティーズの取締役を務め、ディアボーン・インとボットフォード・インの管理に携わっていた。
1952年4月10日、鉄鉱石運搬船ウィリアム・クレイ・フォード号が彼にちなんで命名された。
1961年からデトロイト・ライオンズの少数株主でありチーム社長を務めていたフォードはエドウィン・アンダーソンとD.ライル・ファイフの権力争いに乗じる形で、他の144人の株主を450万ドルで買収の上フランチャイズの全権を獲得した。ライオンズの取締役会は1963年11月22日にこの取引を承認した。フォードがオーナーを務める間、ライオンズはレギュラーシーズンの試合で41%の勝利を収め、プレーオフに10回進出したが、スーパーボウルには一度も出場しなかった。また彼はユナイテッド・サッカー・アソシェーションおよび北米サッカーリーグで短命に終わったプロサッカーチームのデトロイト・クーガーズの会長も務めた。
彼は1957年から1989年までの32年間、フォード・モーター・カンパニーのデザイン委員会の委員長や財務委員会委員長などの形で57年間取締役を務め、2005年5月12日に退任した。退任当時、息子のウィリアム・クレイ・フォード・ジュニアはフォード・モーター・カンパニーのCEOを務めていた。
フォーブス誌によれば2013年時点でフォードはアメリカで371番目の富豪であり、純資産額は約14億ドルであった。彼はフォード・モーターのB種株式を670万株、普通株式を2630万株保有しており、単独株主としては筆頭株主となっている。

## 死没
フォードは89歳の誕生日を5日後に控えた2014年3月9日、ミシガン州グロース・ポイント・ショアーズの自宅で肺炎のため没した。 彼はデトロイトのウッドローン墓地に埋葬されている。

### 引用
1. 1 2  “William Ford, Sr.”. 2018年10月16日閲覧。
2. ↑  ウィリアム・フォード氏が死去 フォード・モーター創業者の孫 日本経済新聞 2014年3月10日
3. ↑  “William Clay Ford Biography” (PDF).  Ford Motor Company (2014年3月9日). 2014年3月10日時点のオリジナルよりアーカイブ。2014年3月9日閲覧。
4. ↑  “Alumni Award: PREVIOUS RECIPIENTS”.   The Hotchkiss School (2004年). 2015年3月10日時点のオリジナルよりアーカイブ。2015年3月8日閲覧。
5. 1 2 3  Bloomberg Businessweek: William Clay Ford Sr. Mini-Biography
6. ↑  Martin, Douglas (2014年3月9日). “William Clay Ford, Auto Family Scion and Detroit Lions Owner, Dies at 88”. The New York Times 2019年11月22日閲覧。
7. ↑  USA Today obituary, March 9, 2014
8. ↑  “Lions owner Ford steps down; daughter takes over” (英語). ESPN.com (2020年6月23日). 2020年7月30日閲覧。
9. ↑  Lacey 1988, pp. 462–463.
10. ↑  Lions Owner, Board Member Of Ford Motor Co. William Clay Ford Sr. Dead At 88, CBS Detroit, March 9, 2014
11. ↑  Last Surviving Grandchild of Henry Ford, William Clay Ford Dies at Age 88, Edward A. Sanchez, Automobile, March 9, 2014
12. ↑  Dearborn Inn, Jennifer Czerwick Ganem, Arcadia Publishing, 2011
13. ↑  Shea, Bill. "Detroit Lions on Nov. 22, 1963: Ford's bid to buy team approved," Crain's Detroit Business, November 21, 2013.. Retrieved August 9, 2019
14. ↑  Pompei, Dan. "Ford: A Man of the People," Sports on Earth (MLB.com), Monday, March 10, 2014.. Retrieved August 9, 2019
15. ↑  William Clay Ford, Grandson of Henry Ford, Dead at 88, Matthew Rocco, FOXBusiness, March 10, 2014
16. ↑  Lacey 1988, p. 642.
17. ↑  “A Real Life Example of Dual Class Structures in a Public Company: A Look at Ford Motor's Class A and Class B Shares”. Investment for beginners.   About Money.com. 2015年1月26日閲覧。
18. ↑  Forbes Magazine: Ford Family Shuffles Wealth
19. ↑  Lienert, Paul (2014年3月9日). “William Clay Ford Sr., grandson of pioneer automaker, dies at 88”. 2014年3月11日時点のオリジナルよりアーカイブ。2014年3月9日閲覧。
20. ↑  “Detroit Lions owner William Clay Ford Sr. has died”. WXYZ-TV. (2014年3月10日).  オリジナルの2014年3月9日時点におけるアーカイブ。
21. ↑  Chris Poturalski (2014年3月9日). “Detroit Lions Owner William Clay Ford Sr. Dies”. WXMI
22. ↑  “Ford Motor Company Releases Statement On Death Of William Clay Ford Sr.”. Dearborn, MI: CBS News. (2014年3月9日) 2014年3月9日閲覧。